# 石油路駅
石油路駅（せきゆろ-えき）は、重慶市渝中区石油路街道に位置する重慶軌道交通1号線の駅で、駅番号は1/08である。

## 駅構造
島式ホーム1面2線を持つ地下駅。
| 至朝天門 | ←      | 上り | ← |        |
|          | ホーム |      |   |        |
|          | →      | 下り | → | 至璧山 |